# Santa Elena (Entre Ríos)
Pour les articles homonymes, voir Santa Elena.
Santa Elena est une localité argentine située dans le département de La Paz et dans la province d'Entre Ríos.

## Statut de municipalité
La loi no 3554 adoptée le 6 septembre 1949 et promulguée le 15 septembre 1949 a approuvé la création de la municipalité de Santa Elena. La commune de 1re catégorie a été créée par le décret no 422 MGJ du 9 juin 1950 et son installation a eu lieu le 4 juin 1952. Par la loi no 10.074 adoptée le 9 novembre 2011 et promulguée le 1er décembre 2011, la municipalité de Santa Elena a été étendue pour inclure la zone du ruisseau Quebracho.

## Religion
| Archidiocèse | Paraná      |
| ------------ | ----------- |
| Paroisse     | Santa Elena |